# Markus Scherer

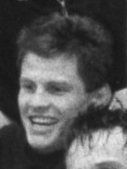
Markus Scherer (1988)

Markus Scherer (* 20. Juni 1962 in Ludwigshafen am Rhein) ist ein ehemaliger deutscher Ringer. Er war olympischer Silbermedaillengewinner 1984 und Europameister 1989 im griechisch-römischen Stil im Papiergewicht.

## Werdegang
Markus Scherer ist der jüngste von drei ringenden Brüdern (Freddy, Bernd, Markus). Sie begannen Ende der 1960er Jahre bei Erfolgstrainer Walter Gehring, der eine Reihe von Pfälzer Ringern zu Weltklasse-Athleten formte, mit dem Ringen.
Wie seine älteren Brüder gehörte Markus Scherer schon als Jugendlicher in seiner Altersgruppe zur deutschen Spitzenklasse im griechisch-römischen Stil. 1973 belegte er mit 12 Jahren bei den deutschen Schülermeisterschaften (Altersgruppe bis 14 Jahre) in der Klasse bis 25 kg Körpergewicht den 3. Platz. Im Jahr 1975 wurde Scherer deutscher Schülermeister in der Klasse bis 31 kg. Deutscher Jugendmeister in der Klasse bis 44 kg Körpergewicht wurde er 1980 und deutscher Juniorenmeister 1981 und 1982 (jeweils in der Klasse bis 48 kg). Im Jahr 1983 wurde Markus Scherer erstmals deutscher Meister bei den Senioren im Papiergewicht (Halbfliegengewicht). Er gehörte inzwischen dem „Wilfried-Dietrich-Klub“ VfK Schifferstadt an.
Die drei Scherer-Brüder wogen als Seniorenringer in der Regel zwischen 50 kg und 55 kg. Da sie ausschließlich im griechisch-römischen Stil rangen, machten sie sich fast immer gegenseitig Konkurrenz. Um internationale Erfolge zu erzielen, mussten sie zudem wegen ihrer körperlichen Voraussetzungen stets ins Papiergewicht (bis 48 kg) abtrainieren.
Von den drei Brüdern erzielte Markus Scherer auf internationaler Ebene wohl die größten Erfolge. Bereits 1982 in Leipzig wurde er Junioren-Europameister im Papiergewicht vor Bratan Zenow (Bulgarien) und Magyatdin Allachwerdijew (UdSSR). 1983 wurde Markus Scherer Militär-Weltmeister (CISM-Organisation) und belegte bei der Europameisterschaft in Budapest im Papiergewicht einen guten 4. Platz. Im Herbst des gleichen Jahres konnte er den Gewinn der Vize-Weltmeisterschaft in Kiew feiern.
Im Jahr 1984 konzentrierte Markus Scherer sich ganz auf die Olympischen Spiele in Los Angeles. Er kämpfte dort hervorragend und unterlag im Papiergewicht erst im Finale gegen den Italiener Vincenzo Maenza und gewann deshalb die Silbermedaille. Dafür wurde er – wie alle Medaillengewinner bei Olympischen Spielen – vom Bundespräsidenten mit dem Silbernen Lorbeerblatt ausgezeichnet.
In den nächsten Jahren rang Scherer, um dem kräfteraubenden Abtrainieren zu entgehen, bei internationalen Meisterschaften öfter auch im Fliegengewicht. Er gewann in jenen Jahren zwar keine Medaillen, doch erreichte er einige ausgezeichnete Platzierungen, z. B. den 6. Platz bei der Weltmeisterschaft 1985 in Kolbotn, den 4. Platz, bei der Europameisterschaft 1987 in Tampere und den 6. Platz bei den Olympischen Spielen 1988 in Seoul. Ein Riesenerfolg gelang Markus Scherer jedoch bei der Europameisterschaft 1989 in Oulu im Papiergewicht. Mit Siegen über drei Ringer aus den Ostblock-Staaten, die damals das Ringen beherrschten, wurde er Europameister.
Danach war Markus Scherer auf internationaler Ebene noch bis 1991 aktiv, konnte aber nicht mehr an die großen Erfolge anknüpfen. Als er sich 1992 nicht mehr für die Olympischen Spiele in Barcelona qualifizierte, beendete er seine internationale Ringerlaufbahn.
Markus Scherer war einige Jahre Angestellter der Stadtverwaltung Schifferstadt. Nachdem er sich auf dem zweiten Bildungsweg entsprechend qualifiziert hatte, absolvierte er ein Studium zum Sportlehrer. Zurzeit ist er Trainer bzw. Leiter des Olympiastützpunkts Schifferstadt. Markus Scherer ist auch auf diesem Gebiet sehr erfolgreich; einer seiner Schüler ist Denis Kudla, der 2011 Junioren-Weltmeister im Ringen wurde und bei den Olympischen Sommerspielen im August 2016 in Rio de Janeiro sogar die Bronzemedaille gewann. Auch Scherers Sohn Marvin feiert mittlerweile Erfolge auf der Ringermatte; er wurde 2008, als 20-Jähriger, Deutscher Juniorenmeister in der Gewichtsklasse bis 50 kg.

## Internationale Erfolge

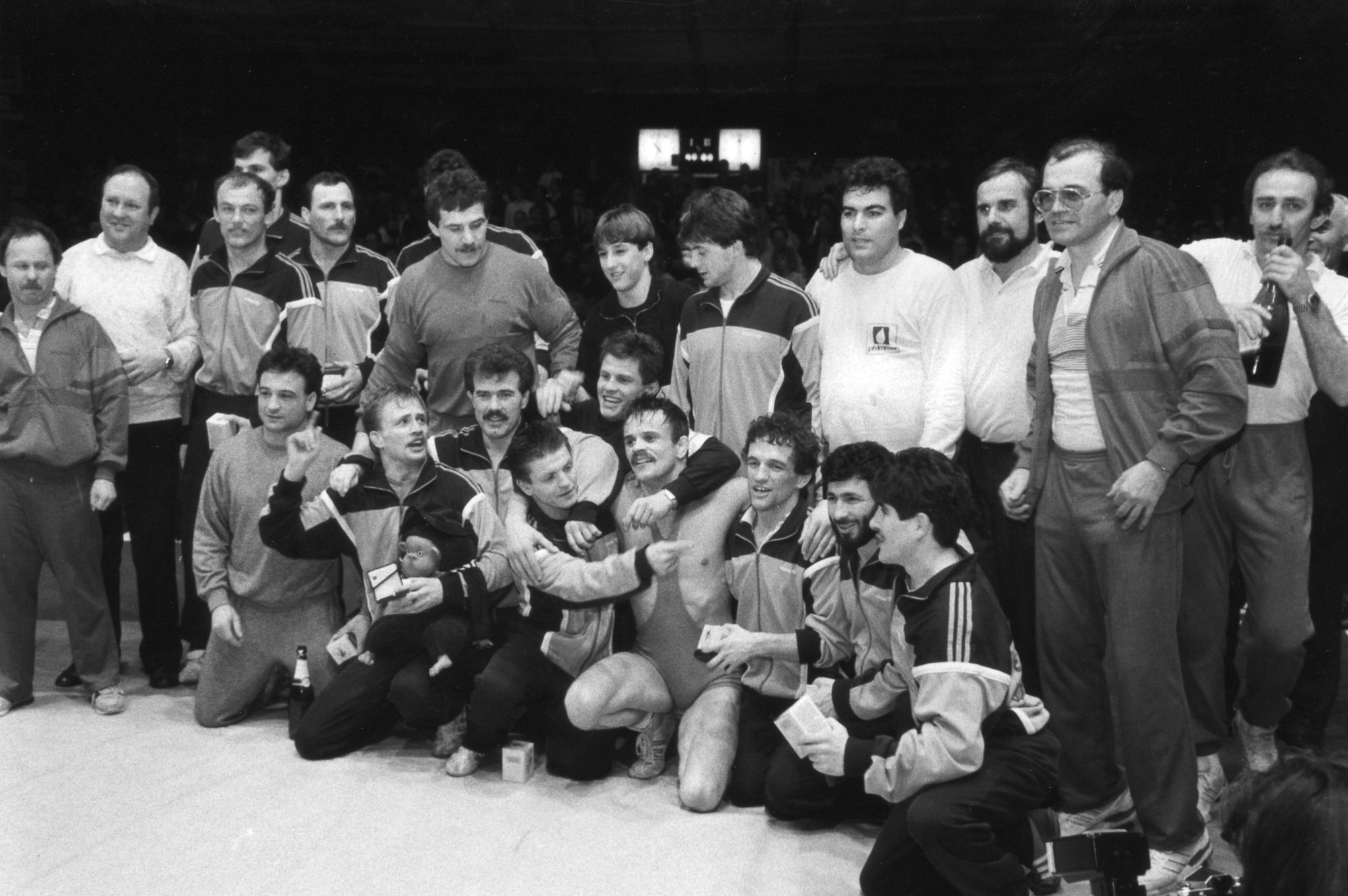
Markus Scherer: Deutscher Mannschaftsmeister mit dem VfK Schifferstadt 1988 (vordere Reihe, 5. von rechts)

(alle Wettbewerbe im griechisch-römische Stil, OS = Olympische Spiele, WM = Weltmeisterschaft, EM = Europameisterschaft, Papiergewicht, damals bis 48 kg, Fliegengewicht, damals bis 52 kg Körpergewicht)
| Jahr | Platz  | Wettbewerb                                    | Gewichtsklasse | Bemerkungen |
| ---- | ------ | --------------------------------------------- | -------------- | --- |
| 1982 | 1.     | Junioren-EM in Leipzig                        | Papier         | vor Bratan Zenow, Bulgarien und Magyatdin Allachwerdijew, UdSSR |
| 1983 | 4.     | EM in Budapest                                | Papier         | mit Siegen über Bürk, Schweden und Krysztof Mudrecki, Polen und Niederlagen gegen Awdeychew, UdSSR und Csaba Vadász, Ungarn |
| 1983 | 1.     | Militär-WM (CISM) in Villeurbanne, Frankreich | Papier         | vor James Jones, USA, Safarnajad, Iran, Saleh, Ägypten, Renna, Italien und Quinot, Frankreich |
| 1983 | 2.     | WM in Kiew                                    | Papier         | mit Siegen über Krysztof Mudrecki, Miti, Rumänien, Sasaki, Japan und einer Niederlage gegen Bratan Zenow |
| 1984 | Silber | OS in Los Angeles                             | Papier         | mit Siegen über Lars Rønningen, Norwegen, Delgado, Mexiko, Jun Dae-Je, Korea und Ikuzo Saito, Japan und einer Niederlage gegen Vincenzo Maenza, Italien |
| 1985 | 9.     | EM in Leipzig                                 | Fliegen        | nach Niederlagen gegen Minsait Tatsetdinow, UdSSR und Jon Rønningen, Norwegen |
| 1986 | 6.     | WM in Kolbotn/Norwegen                        | Papier         | mit Siegen über Ikuzo Saito und James Jones und Niederlagen gegen Bratan Zenow und Raynaldo J. Verona, Kuba |
| 1986 | unpl.  | EM in Athen                                   | Papier         | nach einem Sieg (Punktsieg mit 17:15 Punkten) über Iwan Samtajew, UdSSR, einer Niederlage gegen Lars Rønningen und einem Schultersieg über Giorgios Nikitas, Griechenland, erlitt Scherer einen Schwächeanfall. Der deutsche Arzt kümmerte sich um ihn und konnte so ein Attest für die Jury nur verspätet abgeben. Die Funktionäre der FILA nahmen ihn daraufhin mit der Begründung aus der Wertung, das Attest wäre verspätet abgegeben worden. Eine wenig sportlerfreundliche Entscheidung |
| 1986 | 10.    | WM in Budapest                                | Fliegen        | mit einem Sieg über László Bíró, Ungarn und Niederlagen gegen Mihai Cișmaș, Rumänien, Walentin Krumow, Bulgarien und Esa Murtuaro, Finnland |
| 1987 | 1.     | Grand-Prix-Turnier in Budapest                | Papier         | vor László Bíró, Andrzej Głąb, Polen und József Faragó, Ungarn |
| 1987 | 4.     | EM in Tampere                                 | Papier         | mit Siegen über József Faragó, Patrick Magnusson, Schweden und Georgios Nikitas und Niederlagen gegen Bratan Zenow und Sergei Suworow, UdSSR |
| 1987 | 13.    | WM in Clermont-Ferrand                        | Papier         | nach Niederlagen gegen Lars Rønningen und Li Haisheng, Volksrepublik China |
| 1987 | 4.     | FILA-Grand-Prix-Turnier in Budapest           | Papier         | hinter Vincenzo Maenza, Bratan Zenow und Andrzej Głąb und vor Raynaldo Jimenez, Kuba und Magyatin Allachwerdijew |
| 1988 | 6.     | EM in Kolbotn/Norwegen                        | Fliegen        | mit Siegen über Haaparanta, Finnland und Öztürk, Türkei und Niederlagen gegen Mihai Cișmaș, Jon Rønningen und Peter Stjernberg, Schweden |
| 1988 | 6.     | OS in Seoul                                   | Papier         | mit Siegen über Majid Sinkhah, Iran und Yang Zhizhong, China und Niederlagen gegen Bratan Zenow, Vincenzo Maenza und Khaled Al-Faraj, Syrien |
| 1989 | 1.     | EM in Oulu                                    | Papier         | mit Siegen über József Faragó, Oleg Kutscherenko, UdSSR und Daniel Jankow, Bulgarien |
| 1989 | 11.    | WM in Martigny/Schweiz                        | Fliegen        | mit einem Sieg über Csaba Vadasz und Niederlagen gegen Jon Rønningen und Alexander Ignatenko, UdSSR |
| 1990 | 2.     | Großer Preis der BRD in Saarbrücken           | Papier         | hinter Wilber Sánchez, Kuba und vor Fuat Yıldız, BRD, Iliuță Dăscălescu, Rumänien und Mortera Papynaiefaro, Iran |
| 1990 | 10.    | WM in Rom                                     | Papier         | mit einem Sieg über Hu, Taiwan und Niederlagen gegen Raiko Marinow, Bulgarien und Ebnia Koishi, Japan |
| 1991 | 11.    | WM in Warna                                   | Papier         | mit einem Sieg über Dov Grobemann, Israel und Niederlagen gegen Hu Ri-Cha, China und Min Kyung-Gab, Korea |

Anm.: In vielen Statistiken werden die Platzierungen der drei Gebrüder Markus, Freddy und Dieter Scherer vermischt. Selbst in der Internationalen Wrestling Database der Universität Leipzig sind solche Fehler enthalten.

## Deutsche Meisterschaften
| Jahr | Platz | Gewichtsklasse | Ergebnis                                                                    |
| ---- | ----- | -------------- | --------------------------------------------------------------------------- |
| 1981 | 2.    | Papier         | hinter Christoph Hellmann, Köllerbach und vor Volker Eller, Mülheim-Styrum  |
| 1982 | 2.    | Papier         | hinter Freddy Scherer, Wiesental und vor Volker Eller                       |
| 1983 | 1.    | Papier         | vor Peter Behl, Mömbris-Königshofen und Achim Heugabel, Mömbris-Königshofen |
| 1984 | 1.    | Fliegen        | vor Jürgen Kleer, Köllerbach und Peter Behl                                 |
| 1985 | 1.    | Fliegen        | vor Christian Eglseer, Bad Reichenhall und Udo Schmitt, Nürnberg            |
| 1986 | 1.    | Fliegen        | vor Bernd Scherer, Wiesental und Karl Waller, Regensburg                    |
| 1987 | 1.    | Fliegen        | vor Frank Flohr, Graben-Neudorf und Andreas Loyal, Freiburg-Haslach         |
| 1988 | 2.    | Fliegen        | hinter Bernd Scherer und vor Rosario Schmitt, Schifferstadt                 |
| 1989 | 1.    | Fliegen        | vor Christian Fabisz, Bad Reichenhall und Holger Rauscher, Goldbach         |
| 1990 | 1.    | Fliegen        | vor Rosario Schmitt, Reilingen und Andreas Loyal                            |
| 1991 | 1.    | Papier         | vor Fuat Yıldız und Rainer Oehme, Mömbris-Königshofen                       |
| 1992 | 3.    | Fliegen        | hinter Olaf Brandt, Witten und Jan Ulbrich, Mömbris-Königshofen             |
| 1993 | 1.    | Fliegen        | vor Juri Kohl, Köllerbach und Frank Richter, Bad Reichenhall                |
| 1994 | 1.    | Fliegen        | vor Rainer Oehme und Alexander Deibert, Witten                              |